# Adelowalkeria flavosignata
Adelowalkeria flavosignata är en fjärilsart som beskrevs av Walker 1865. Adelowalkeria flavosignata ingår i släktet Adelowalkeria och familjen påfågelsspinnare. Inga underarter finns listade i Catalogue of Life.